# Waikouaiti
Waikouaiti est une petite ville de l'East Otago, en Nouvelle-Zélande, dans les limites de la ville de Dunedin. La ville est proche de la côte et de l'embouchure de la rivière Waikouaiti.
Aujourd'hui, Waikouaiti est un centre de commerce de détail et de services pour le district environnant, dont l'élevage de moutons est la principale activité primaire. Un important producteur d'œufs, Zeagold Foods, une filiale de Mainland Poultry LTD, y possède un élevage industriel de 500 000 poules. Hawksbury, à 3 km au sud-ouest de Waikouaiti, possède une fromagerie et une boutique, une piscine et des logements développés à partir de l'ancien établissement de santé mentale, Cherry Farm . Karitane, 3 km au sud-est a un petit port de pêche.

## Histoire
Avant l'arrivée des Européens, la région était occupée par les Maoris, qui possédaient un kaik, ou colonie non fortifiée, à la place de Karitane d'aujourd'hui, et un pa, ou colonie fortifiée, sur la péninsule adjacente de Huriawa.
Un croquis de 1826 de la côte est de l'Otago montre les promontoires et les plages de ce qui sont aujourd'hui Karitane et Waikouaiti.
Waikouaiti a été la première colonie européenne du sud de la Nouvelle-Zélande à être principalement basée sur l'agriculture et l'une des premières colonies européennes durables à Otago. À partir de 1837, il y avait eu une station baleinière appelée aussi confusément « Waikouaiti » à proximité du côté sud de l'estuaire à la place de ce qu'on appelle maintenant « Karitane ». Ayant déjà acheté de vastes étendues de terres dans l'île du Sud (dont une grande partie a ensuite été déclarée invalide), Johnny Jones a envoyé des colons de Sydney, en Australie, dans le Magnet pour cultiver le district en 1840, huit ans avant la fondation de la colonie. C'était la première ferme de la région d'Otago.

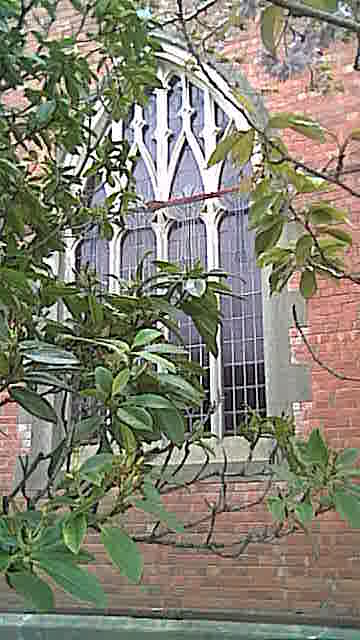
Église presbytérienne de Waikouaiti, construite en 1914, fenêtre ouest.

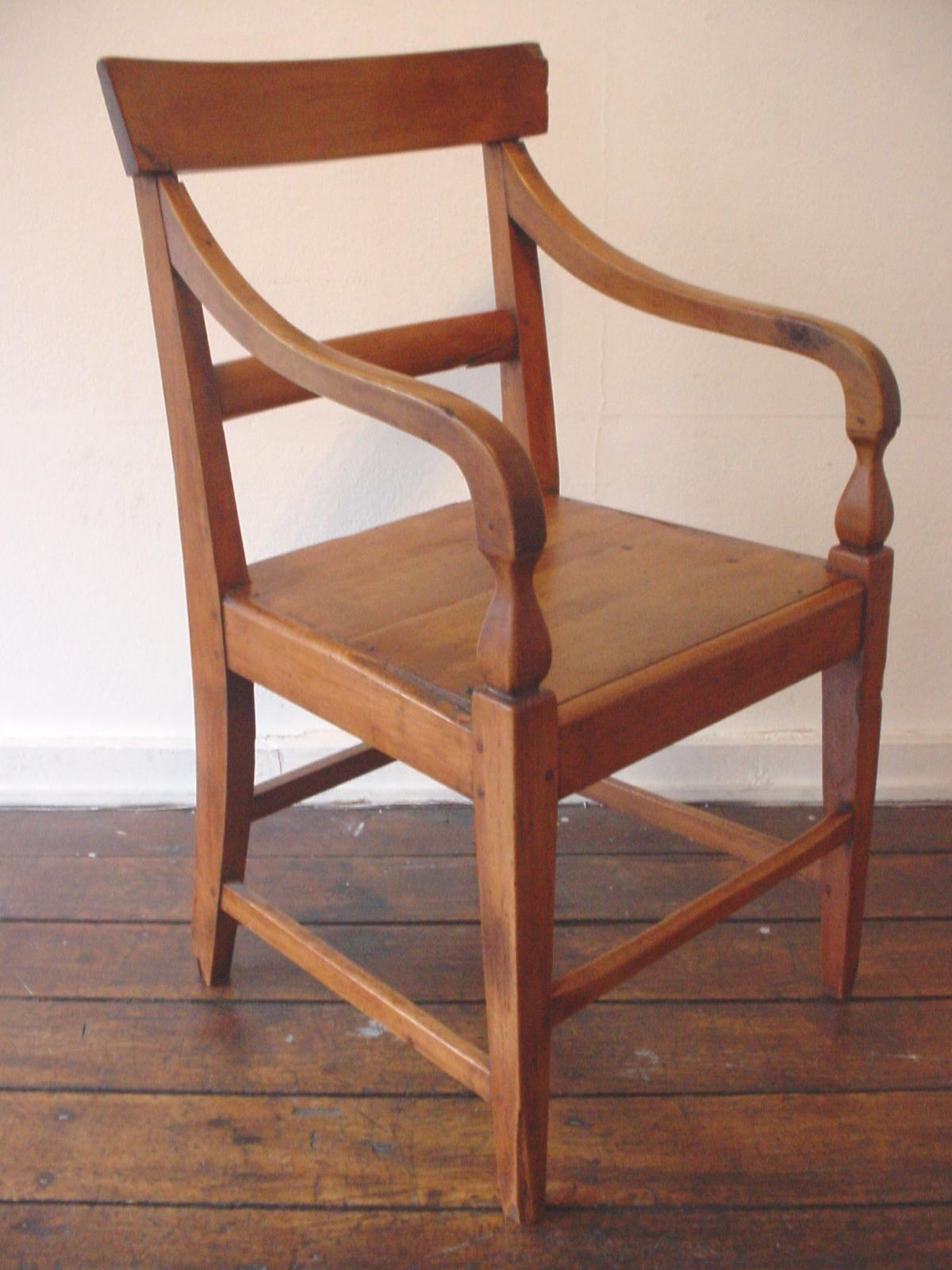
La chaise 'Johnny Jones', un très rare exemple précoce de mobilier d'assise domestique néo-zélandais.

Jones lui-même n'a déménagé à Waikouaiti qu'en 1843, après des pertes financières lors d'une dépression économique à Sydney. Sa ferme d'origine et certains des bâtiments associés de son manoir colonial, connu sous le nom de Matanaka Farm, qui se dressent toujours à Cornish Head, datent de cette époque. Les bâtiments de la ferme, sauf la ferme, appartiennent à Heritage New Zealand et sont ouverts au public. Ce sont les plus anciens bâtiments de ferme encore existants en Nouvelle-Zélande.
Jones a déménagé à Dunedin en 1854 mais a été influent dans le développement de Waikouaiti pendant de nombreuses années après. L'église anglicane St. John's au toit de bardeaux de bois à Waikouaiti proprement dite, inaugurée en 1858, a été financée par Jones. Il a été conçu par Benjamin Mountfort de Christchurch qui a également conçu le bâtiment du Conseil provincial là-bas. En 1861, le Dr William Chapman, à la demande de Jones, devint le premier médecin généraliste du district.
Les presbytériens ont construit une église en bois en 1863. Elle a été déplacée sur Kildare Street en 1876 et existe toujours. Elle est devenue l'école du dimanche lorsqu'une église en brique a été construite en 1914, conçue par J.Louis Salmond mais ce bâtiment a fermé en 2008 et a été démoli en 2009.

### Alerte au saturnisme en 2021
Début février 2021, des niveaux élevés de plomb (40 fois le niveau acceptable de 0,01 mg/L) ont été détectés à Waikouaiti et à proximité de l'approvisionnement en eau potable de Karitane. Les niveaux élevés de plomb ont été détectés pour la première fois le 18 décembre 2020, mais l'alerte a été envoyée par courrier électronique à un membre du personnel du conseil municipal de Dunedin qui était en vacances. En réponse, le directeur général de la santé, Ashley Bloomfield, a offert des tests sanguins gratuits aux résidents de Karitane et de Waikouaiti. Le conseil municipal de Dunedin a également envoyé des réservoirs d'eau et du personnel pour aider et rassurer les résidents locaux. Le Premier ministre Jacinda Ardern a qualifié les niveaux de plomb dans les deux villes d'"inacceptables". Le 9 février, le conseil municipal a distribué gratuitement des fruits et des légumes aux résidents de Waikouaiti, Karitane et Hawksbury en raison de préoccupations concernant la consommation de cultures irriguées avec de l'eau contaminée.

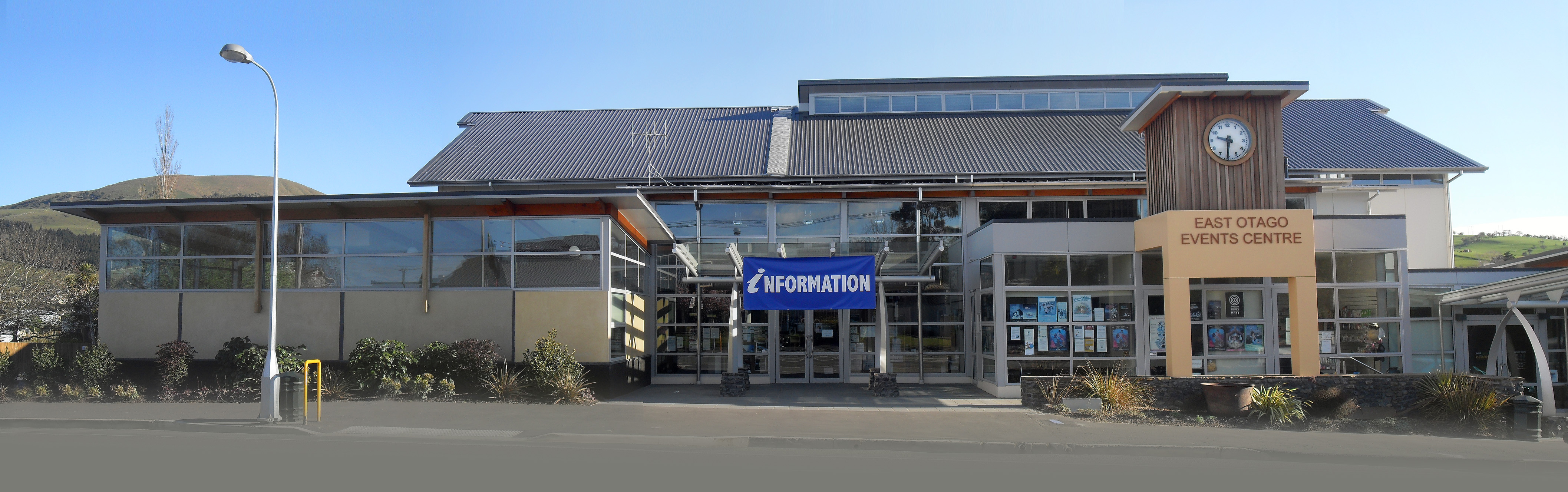
Le centre d'événements moderne East Otago qui est utilisé pour de nombreuses activités communautaires

À la suite de l'alerte au plomb, le conseil municipal de Dunedin a annoncé le 11 février qu'il vidangerait un réservoir d'eau brute et remplacerait cinq kilomètres de vieilles canalisations afin de rassurer les résidents de Waikouaiti, Karitane et Hawksbury. Le 10 mars, le Southern District Health Board a confirmé que 1 512 personnes avaient été testées, les résultats des tests sanguins indiquant que personne n'avait de plombémie nécessitant une hospitalisation et que l'exposition à long terme au plomb provenant de l'approvisionnement en eau était limitée. En juillet 2021, le conseil municipal a retiré sa recommandation de ne pas boire de l'approvisionnement en eau de la zone.

## Noms de lieux
La ville de Waikouaiti s'appelait initialement « Hawksbury », un nom qui s'applique toujours à la zone humide de la lagune de Hawksbury au centre de la ville, connue en maori sous le nom de Matainaka et également adoptée au nom du réaménagement résidentiel/industriel à l'ancien hôpital Cherry Farm. Le nom Waikouaiti est maori et proviendrait de phrases signifiant « petites eaux amères » ( wai-kawa-iti ) ou « ruisseaux tressés » ( wai-koua-iti ). Ce nom de lieu s'appliquait autrefois à une station baleinière à Karitane, mais a ensuite dérivé jusqu'à l'emplacement actuel.

## Transport

### Route
Waikouaiti est située sur la State Highway 1 / SH 1 à 40 kilomètres au nord du centre-ville de Dunedin et à 666 kilomètres de la cité de Picton.
Waikouaiti est desservie par le service de bus de Dunedin à Palmerston exploité par Dunedin Passenger Transport. Le bus circule trois fois par jour dans chaque sens du lundi au vendredi (hors jours fériés).

### Chemin de fer
La ligne ferroviaire principale du Sud (en), entre Christchurch et Invercargill passe par Waikouaiti. Elle a été construite dans les années 1870 avec des trains de voyageurs quotidiens à travers Waikouaiti jusqu'à la suppression du Southerner (en) en février 2002. Actuellement, le seul service de passagers est un service touristique exploité par la compagnie Taieri Gorge Railway. Appelé le Seasider (en), il fonctionne entre Dunedin et Palmerston, une à deux fois par semaine pendant les mois d'été et occasionnellement pendant l'hiver, alors que les trains de marchandises traversent Waikouaiti plusieurs fois par jour.